# Tamopsis longbottomi
Tamopsis longbottomi là một loài nhện trong họ Hersiliidae. T. longbottomi được miêu tả năm 1993 bởi Martin Baehr & Barbara Baehr.